# Grup de la mixita

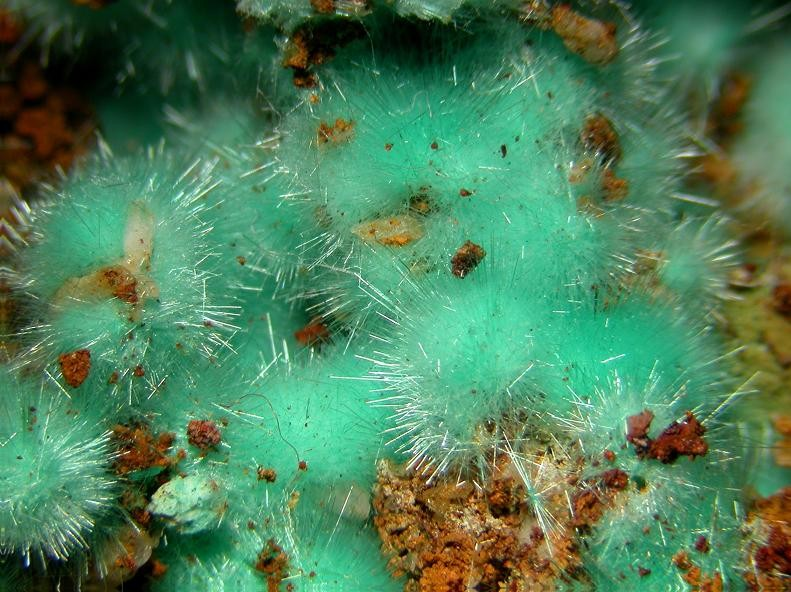
Mixita, el mineral que dona nom al grup de la mixita.

El grup de la mixita és un grup de minerals químicament complexos i visualment indistingibles. El grup es troba constituït per minerals arsenats i fosfats. Generalment, els minerals que integren aquest grup presenten hàbits aciculars radials o prismàtics i sovint es troben zonats.
Els minerals que formen aquest grup són:
| Minerals arsenats | Minerals arsenats               |
| Nom del mineral   | fórmula química                 |
| ----------------- | ------------------------------- |
| Agardita-(Ce)     | CeCu²⁺₆(AsO₄)₃(OH)₆(H₂O)₃       |
| Agardita-(Dy)     | (Dy,La)Cu₆(AsO₄)₃(OH)₆·3H₂O     |
| Agardita-(La)     | LaCu²⁺₆(AsO₄)₃(OH)₆(H₂O)₃       |
| Agardita-(Nd)     | NdCu²⁺₆(AsO₄)₃(OH)₆(H₂O)₃       |
| Agardita-(Y)      | YCu²⁺₆(AsO₄)₃(OH)₆(H₂O)₃        |
| Goudeyita         | AlCu₆(AsO₄)₃(OH)₆·3H₂O          |
| Mixita            | BiCu⁶(AsO₄)3(OH)₆·3H₂O          |
| Plumboagardita    | (Pb,REE,Ca)Cu₆(AsO₄)₃(OH)₆·3H₂O |
| Zalesiïta         | CaCu₆(AsO₄)₂(AsO₃OH)(OH)₆·3H₂O  |
| Minerals fosfats  |                                 |
| Calciopetersita   | CaCu₆(PO₄)₂(PO₃OH)(OH)₆·3H₂O    |
| Petersita-(Ce)    | Cu₆Ce(PO₄)₃(OH)₆·3H₂O           |
| Petersita-(Y)     | (Y,Ce,Nd)Cu₆(PO₄)₃(OH)₆·3H₂O    |

Segons la classificació de Nickel-Strunz, els minerals del grup de la mixita pertanyen a "08.DL - Fosfats, etc, amb cations de mida mitjana i gran, (OH, etc.):RO₄ = 2:1» juntament amb els següents minerals: foggita, cyrilovita, mil·lisita, wardita, cheremnykhita, dugganita, kuksita, wallkilldellita-(Mn), wallkilldellita-(Fe) i angastonita.

## Jaciments
Els minerals d'aquest grup es poden trobar en tots els continents excepte a l'Antàrtida, en prop de mig miler de jaciments diferents. Als territoris de parla catalana es poden trobar alguns dels minerals d'aquest grup:
| Mineral      | Indret |
| ------------ | --- |
| Agardita-(Y) | - A Prullans, a la Cerdanya (Lleida, Catalunya) |
| Mixita       | - A La Soulanette i mines de Costabona, a Prats de Molló i la Presta (Pirineus Orientals, Catalunya Nord) - A la Mina La Amorosa, a Vilafermosa (Castelló, País Valencià)                   |
| Zalesiïta    | - A Can Pey, a Montferrer (Pirineus Orientals, Catalunya Nord) - A les Mines de Brezal, a Pavías (Castelló, País Valencià) - A la Mina La Murta, a La Vall d'Uixó (Castelló, País Valencià) |